# Batalla de Köbölkút
La batalla de Köbölkút  se libró el 6 de agosto de 1663 como parte de la guerra austro-turca (1663-1664), entre los Habsburgo y un ejército otomano bajo el mando del gran visir Köprülü Fazil Ahmed. La batalla tuvo lugar cerca de Köbölkút en la actual Eslovaquia y fue una absoluta victoria otomana.